# PLAYZONE'87 TIME-19 ミュージカル・抜粋
『PLAYZONE'87 TIME-19 ミュージカル・抜粋』（プレゾン'87タイム19ミュージカル・ばっすい）は、1987年10月28日にワーナー・パイオニアからリリースされた少年隊の2枚目となる自身主演ミュージカルのサウンドトラック。
付随音楽を宮川泰が担当。

## 収録曲
特記以外　作曲・編曲：宮川泰
1. OVERTURE(Instrumental) [2:24]
2. 1998〜星の彼方へ〜 [5:26]
  - 作詞：康珍化　作曲：松下誠
3. SWEET DERAMER [3:34]
  - 作詞：田口俊
4. 禁止・禁止・禁止 [1:45]
  - 作詞：川田多摩喜　作曲：羽田一郎　編曲：清水信之
5. 出発(instrumental) [5:43]
6. ガリバー登場(Instrumental) [3:08]
7. こわがらないで,天使 [4:39]
  - 作詞：康珍化　作曲：Joey Carbone・Richie Zito　編曲：新川博
8. ONCE MORE DERAM [3:21]
  - 作詞：加藤直、補作詞：川田多摩喜
9. フィナーレ(instrumental) [7:17]
10. グッバイ・カウント・ダウン [6:32]
  - 作詞：康珍化　作曲：都志見隆　編曲：松下誠